# Mesquite Championship Rodeo
Il Mesquite Championship Rodeo è un rodeo situato in Mesquite (Texas), Stati Uniti d'America, che svolge le sue attività ogni anno da aprile a settembre. A differenza di molti rodei che cambiano spesso città questo è uno dei pochi permanenti.

## Storia
Venne fondato nel 1958 da Neal Gay, dopo le prime difficoltà riuscì a superarle grazie anche ai miglioramenti della viabilità intercorsi nel 1970. Nel 1999 venne acquistata da Tom Hicks, proprietario della Dallas Stars e Texas Rangers, anni prime erano iniziate le trasmissioni in tv: ESPN, Spike TV e Fox Sports Regional Networks.

## Le gare
Si esibiscono ogni giovedì e sabato dal 1º aprile al 1º settembre La struttura ha ospitato George W. Bush, Ranieri III di Monaco e Ronald Reagan.
Anche altre città organizzano simili eventi: la State Fair of Texas (Dallas), il Fort Worth Livestock Show and Rodeo e il San Antonio Stock Show & Rodeo